# Lappwald

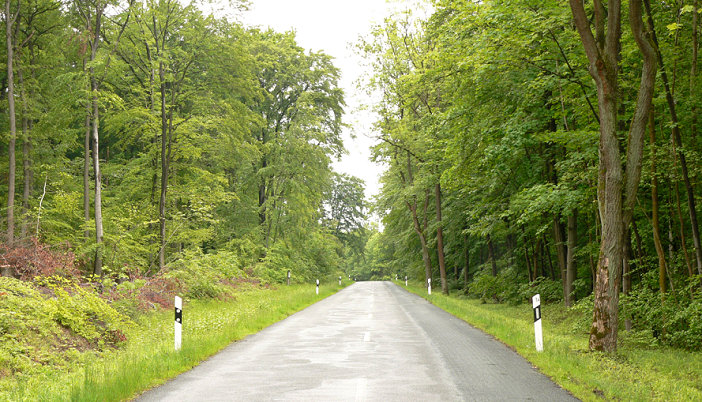
Straße im Lappwald bei Bad Helmstedt

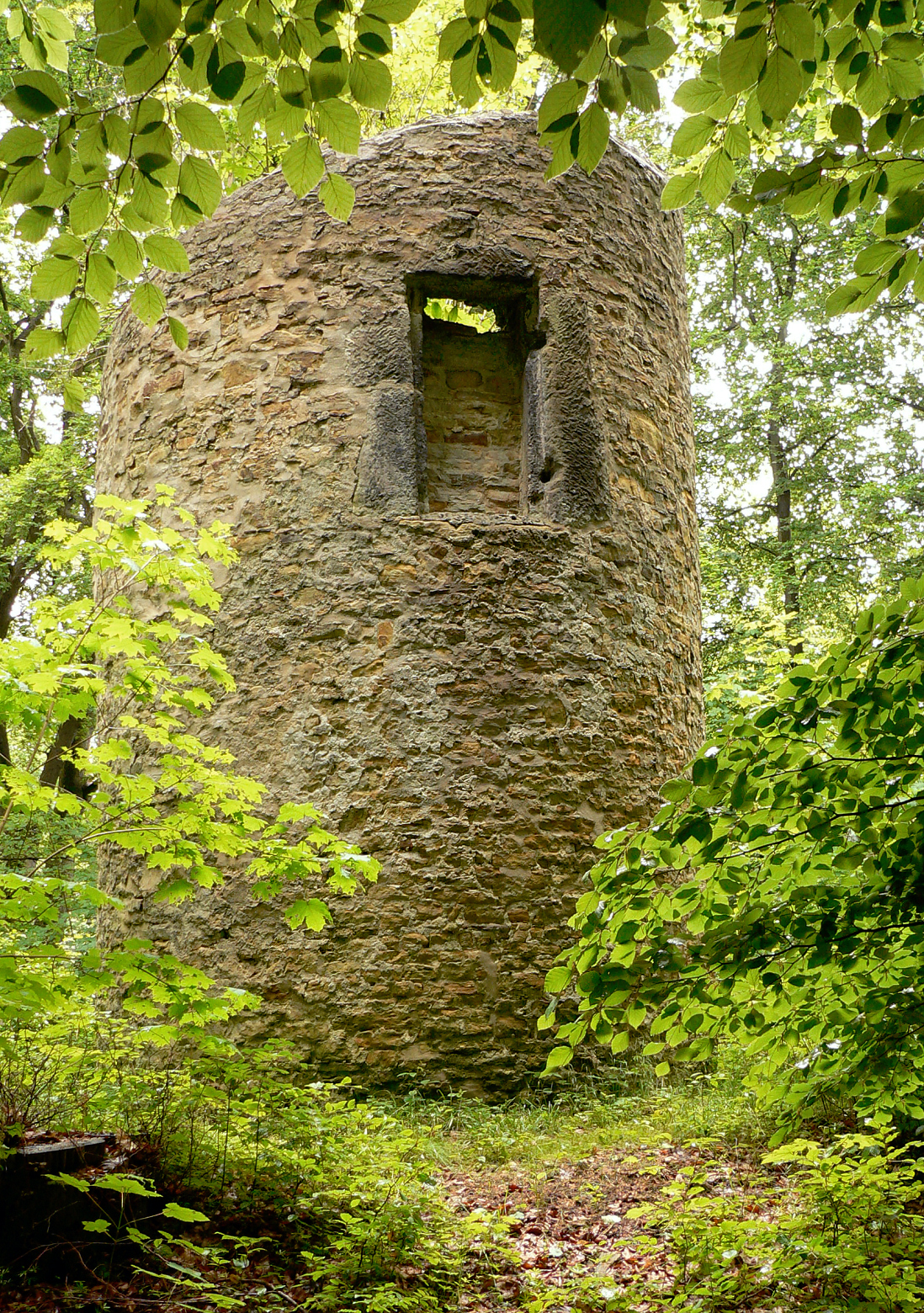
1. Walbecker Warte, Wartturm der Helmstedter Landwehr

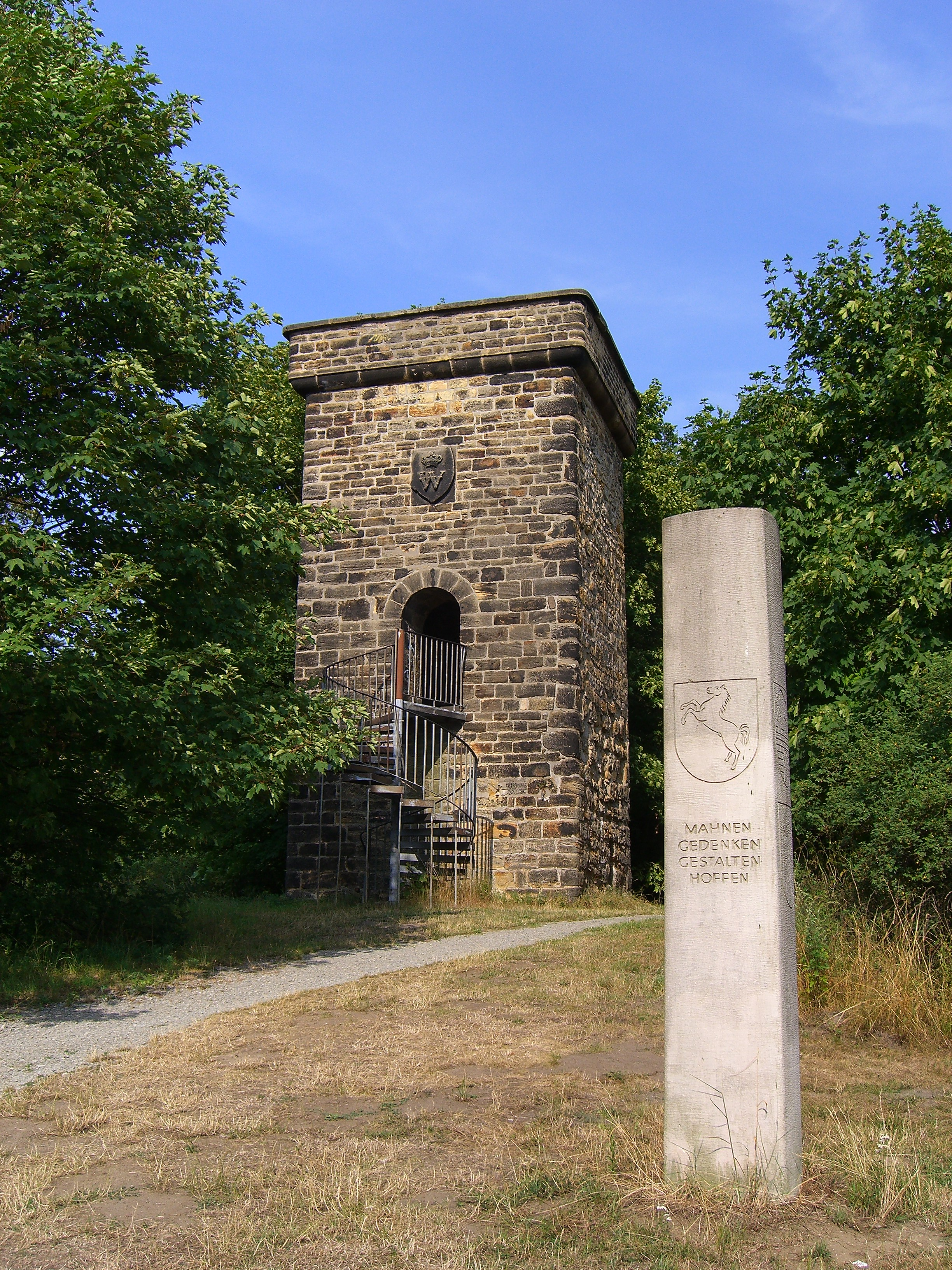
Magdeburger Warte an der B 1 bei Helmstedt

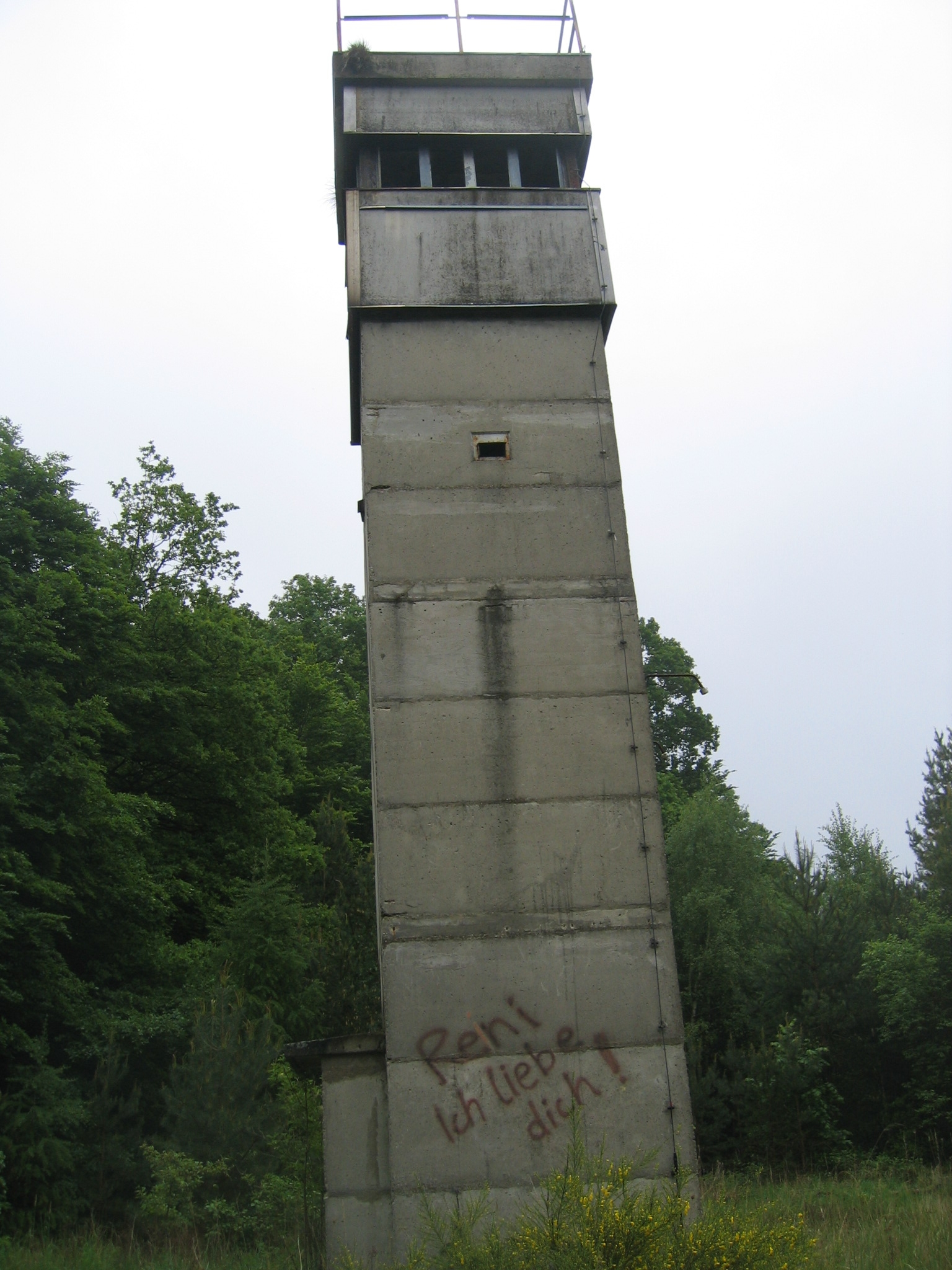
Wachturm an der ehemaligen innerdeutschen Grenze im Lappwald

Der Lappwald ist ein maximal etwa 194 m ü. NHN hoher sowie 17 km langer und bis zu 5 km breiter, bewaldeter Höhenzug des Weser-Aller-Flachlandes. Er befindet sich nahe Helmstedt im Grenzgebiet von Niedersachsen (Landkreis Helmstedt) und Sachsen-Anhalt (Landkreis Börde), wobei etwa drei Viertel zu niedersächsischem Gebiet gehören.

## Geographie

### Lage
Der Lappwald liegt östlich bis nördlich von Helmstedt (Niedersachsen) und westlich von Walbeck (Sachsen-Anhalt). Er erstreckt sich in Nordnordwest-Südsüdost-Richtung parallel zum knapp 20 km westsüdwestlich gelegenen Elm. Auf den niedersächsischen Teilen des Lappwaldes breiten sich Teile des Naturparks Elm-Lappwald aus. Etwas südlich außerhalb der Landschaft liegt südlich von Helmstedt der Lappwaldsee als Tagebaurestsee.

### Naturräumliche Zuordnung
Der Höhenzug bildet in der naturräumlichen Haupteinheitengruppe Weser-Aller-Flachland (Nr. 62) und in der Haupteinheit Ostbraunschweigisches Flachland (624) die Untereinheit Lappwald (624.3). Im Westnordwesten grenzt der Naturraum Hasenwinkel (624.21) an und im Nordwesten bis Norden der Naturraum Twülpstedter Lehmplatte (624.22), die beide zur Untereinheit Wolfsburger Hügel- und Plattenland (624.2) gehören. Nach Nordosten bis Osten leitet die Landschaft in den zur Untereinheit Flechtinger Platte (624.4) zählenden Naturraum Weferlinger Triasplatte (624.41) über.
Im Südosten schließt sich die Untereinheit Oberallergraben (512.4) an, im Südsüdosten der zur Untereinheit Eggenstedt-Marienborner Höhenzug (512.3) gehörende Naturraum Sommerschenburger Höhen (512.31) mit dem Heidberg (211,1 m), im Südwesten der zur Untereinheit Helmstedt-Oscherslebener Mulde (512.2) zählende Naturraum Helmstedter Mulde (512.21) und im Westen der Naturraum Dormhügelland (512.20); alle zählen in der Haupteinheitengruppe Nördliches Harzvorland (51) zur Haupteinheit Ostbraunschweigisches Hügelland (512).

### Erhebungen
Zu den Erhebungen des Lappwaldes gehören – sortiert nach Höhe in Metern (m) über Normalhöhennull (NHN; wenn nicht anders genannt laut):
im Landkreis Helmstedt; Niedersachsen:
- namenlose Kuppe? (ca. 194 m[1]), nahe Helmstedt an 1. Walbecker Warte
- Butterberg (ca. 180 m), nahe Helmstedt
- Thielekenberg (ca. 163 m), zwischen Grasleben und Rottorf am Klei
- Steinberg (158,8 m), zwischen Querenhorst und Rennau
- Langer Berg (ca. 156 m), bei Mariental
- Kleiberg (152,6 m), bei Rottorf am Klei

im Landkreis Börde; Sachsen-Anhalt:
- Hungerberg (175,5 m), nahe Walbeck
- namenlose Kuppe? (172,4 m), bei Morsleben
- Burgberg (168,1 m), bei Harbke
- Kleiberg (145,4 m), bei Walbeck und nahe Schwanefeld

### Ortschaften
Die Landschaft des Lappwaldes ist weitestgehend unbesiedelt. In ihr liegen als Siedlungen der Helmstedter Ortsteil Bad Helmstedt sowie der Harbker Ortsteil Autobahn im Süden und die früheren Kasernenanlagen des Flugplatzes im Marientaler Ortsteil Mariental-Horst im Norden.

## Schutzgebiete
Nordöstlich von Helmstedt liegt im Lappwald das niedersächsische Naturschutzgebiet (NSG) Lappwald (CDDA-Nr. 164379; 1993 ausgewiesen; 4,95 km² groß), an das östlich das sachsen-anhaltische NSG Bachtäler des Lappwaldes (CDDA-Nr. 318154; 1998; 5,1177 km²) grenzt. Im niedersächsischen Bereich der Landschaft befinden sich das Landschaftsschutzgebiet (LSG) Lappwald (CDDA-Nr. 322524; 1978; 47,02 km²), und im sachsen-anhaltischen Bereich liegen Teile LSG Harbke-Allertal (CDDA-Nr. 20783; 1975; 127,128 km²). Im niedersächsischen Landschaftsteil befindet sich das Fauna-Flora-Habitat-Gebiet Wälder und Pfeifengras-Wiesen im südlichen Lappwald (FFH-Nr. 3732-303; 7,28 km²) und im sachsen-anhaltischen Teil das FFH-Gebiet Lappwald südwestlich Walbeck (FFH-Nr. 3732-301; 5,12 km²).

## Geologie
Geologisch gesehen ist der Lappwald eine Mulde, die nur durch stärkeres Absenken der benachbarten Schichten horstartig herausgehoben erscheint. In der Kreidezeit (vor 145 bis 66 Millionen Jahren) schwemmte das Meer in mehreren Überflutungsphasen Kalk, Mergel und Sand in die Helmstedter und die Schöppenstedter Mulde und überdeckte damit das Grundgestein. Weitere Meeresvorstöße im nachfolgenden Tertiär (vor 65 bis 2,6 Millionen Jahren) schufen in der Helmstedter Mulde große Moorflächen, die sich unter subtropischem Klima zu mächtigen Braunkohlenfeldern umbildeten.

## Geschichte
Die erste urkundliche Erwähnung findet der Lappwald als „Lapvualt“ im Jahr 1147. Eine eindeutige Namensdeutung gibt es für „Lappwald“ nicht. Die wahrscheinlichste These beruht auf dem Jagdbegriff des „Einlappens“. Der Lappwald war über viele Jahrhunderte ein Grenzforst zwischen dem braunschweigischen und preußischen Staatsgebiet. Zahlreiche Schmuggler und andere kriminelle Personen, so auch der bekannte „Räuberhauptmann Rose“, nutzten diese Grenzsituation des Waldes aus. Im 20. Jahrhundert teilte die innerdeutsche Grenze den Lappwald, dem früheren braunschweigisch-preußischen Grenzverlauf folgend.
Nordöstlich von Helmstedt befinden sich im Lappwald Grabenreste der Helmstedter Landwehr in Richtung Walbeck. An Bauten erhalten sind zwei Warttürme aus dem 13. Jahrhundert, die als 1. und 2. Walbecker Warte bezeichnet werden. Ein weiterer mittelalterlicher Wartturm, die Magdeburger Warte, steht am Südrand des Lappwaldes südöstlich von Helmstedt nahe dem Abzweig der Straße Magdeburger Tor von der in Richtung Magdeburg führenden Bundesstraße 1. Dieser auf Resten wiederaufgebaute Turm ist etwa 10 m hoch und dient als Aussichtsturm.